# Gustaaf Prils
Gustaaf Prils (Gentbrugge, 1921 - Gent, 2006) was een Vlaamse kunstschilder, aquarellist, tekenaar, graficus en fotograaf.

## Biografie
Gustaaf Prils kreeg zijn opleiding aan de Academie in Gent bij Gaston Pauwels en werkte daarna in de ateliers van Achille Lammens en Camille D’Havé. 
Prils werkte zowel figuratief als abstract. Zijn thema’s zijn de schoonheid van het vrouwenlichaam, stadszichten en landschappen, stillevens, maar ook het abstracte spel van lijnen en kleurvlakken. Zijn werken zijn goed opgebouwde, gebalde composities, met zin voor opbouw en evenwicht van de compositie, een goede bladvulling en correcte kleurcomposities. Zijn werken zijn nu eens kubistisch en dan weer expressionistisch, in wezen staat hij los van elke theorie.
Tussen 1940 en 1945 was hij lid van de Faungroep, een groep jongeren, vooral studenten, die op initiatief van Paul Rogghé regelmatig bijeenkwam om te praten over kunst, cultuur en literatuur. Later was hij werkzaam bij de Grafiekgalerie Rosa Roos te Gent. Na 1960 ging hij zich aan het filmen wijden en vanaf 1979 gaf hij teken- en schilderlessen aan volwassenen.
Gustaaf Prils maakte samen met de schilders Roger De Cuyper, Richard Foncke, Jaques Vermeulen, Marcel Ysewijn, Hugo De Clercq, Amedee Cortier, Gaston Homblé, Pierre Van Fleteren en Pierre Vlerick deel uit van de Gentse kunstenaarsgroep rondom het literair en artistiek tijdschrift Het Antenneke (1954-1959).